# 河野貴輝
河野 貴輝（かわの たかてる、1972年10月13日 - ）は、日本の起業家。国内最大手の貸会議室を運営・管理する企業『ティーケーピー』（東証マザーズ3479 TKP）代表取締役社長、Jリーグ『大分トリニータ』の筆頭株主で『大分トリニータ』取締役、ユニフォームのスポンサー。『日本リージャスHD』代表取締役会長、『大分県カボス特命大使』、『経済同友会』幹事、『経団連』審議員、『EY起業家大賞2018世界大会』日本代表、『第44回経済界大賞』優秀経営者賞。大分県大分市出身。慶應義塾大学商学部卒業。

## 概要
1996年慶應義塾大学商学部卒業後、伊藤忠商事に入社。為替証券部でトレーダーとして資金運用を担当。日本オンライン証券（現auカブドットコム証券）の設立に携わり、イーバンク銀行（現楽天銀行）の創業メンバーとして参画、執行役員営業本部長等を歴任。2005年32歳でティーケーピーを設立、代表取締役社長就任。

## 来歴
1972年（昭和47年）大分県大分市生まれ。
大分市立稙田西中学校、大分県立大分雄城台高校、慶應義塾大学商学部を卒業。大学在学中、フィンランドのヘルシンキ大学に留学。
1996年（平成8年）に、伊藤忠商事に入社。その後2001年にイーバンク銀行（現・楽天銀行）で執行役員営業本部長などを歴任した。

2005年（平成17年）河野が32歳のときに退職し、起業。同年8月に、港区浜松町にて株式会社ティーケーピーを設立。
2019年（令和元年）2月、大分県カボス特命大使に就任。
同年4月、シエアオフィスサービス、レンタルオフィスプロバイダーの『日本リージャスホールディングス』を買収し、代表取締役会長に就任。従来の時間貸しから短期・中長期のオフィスサービスの提供へと事業領域を拡大。河野はインタビュー取材で「TKPでは時間貸しから月貸しまで、会議室からオフィスまで、グレードが高いものから低いものまで幅広く取り揃えている。一方でリージャスはフレキシブルオフィスのマーケットのど真ん中で展開する企業だった」と買収理由を話す。
同年6月、大分トリニータの社外取締役に就任。
2020年（令和2年）10月、日本リージャスHDの代表取締役会長に就任。
2021年（令和3年）5月30日、内閣総理大臣（第99代）菅義偉と面会。新型コロナウイルスワクチンの職場単位での接種に向け、貸会議室を無償提供すると申し出た。以降、全国各地で河野が運営する貸会議室が接種会場として役立った。
2022年（令和4年）12月、日本リージャスを382億円で三菱地所に売却。

## エピソード・人物
- 好きな歴史上の人物は坂本龍馬[14]。
- 『TKP』という会社名の由来は、河野自身名前で「Takateru Kawano Partners」の頭文字でTKP（河野貴輝と愉快な友達の意味）[15]。事業内容を社名にしていないので、何をやっても良いと考えた[5]。現在は「Team Kakumei with Passion」ということにしている。もともと河野が口にする「創造、改善、革命」をヒントに2012年に変更、同時に会社ロゴもフランス革命の革命旗をイメージしたものへ一新した[16]。
- 起業しようと思ったターニングポイントは大学時代からの友人の急死。外資銀行でディーラーをしていて良きライバルだった。出張中の不慮の事故で、河野は葬儀中に「人間はいつ死ぬかわからない。友のためにも躊躇しない人生を走り抜こう」と誓った[17]。
- 4才からピアノを習い、小学校は吹奏楽部、中学からアマチュア無線にハマリ、高校では正義感が強い弁が立つ男、弁論大会で優勝した。中学、高校では学級委員長を務める人気者[18]。

## 受賞歴
- 2007年（平成19年） 『EY Entrepreneur Of The Year Japan 2007』スタートアップ部門 受賞
- 2010年（平成22年） 『EY Entrepreneur Of The Year Japan 2010』アクセラレーティング部門 セミファイナリスト
- 2011年（平成23年） 週刊ダイヤモンド『2011年度経営大賞（Frontier of the year2011）』受賞
- 2012年（平成24年） 『2012アパコーポレート大賞』受賞
- 2013年（平成25年） 『中小機構 Japan Venture Awards 2013』特別賞 受賞
- 2014年（平成26年） 中小企業IT経営力大賞2014『IT経営実践認定企業』認定
- 2015年（平成27年） 『就活AWARD2015 ～就職すべき働きがいのある成長企業～』受賞
- 2017年（平成29年） 株式会社ダイヤモンド/ダイヤモンド経営者倶楽部『IPO賞』受賞
- 2017年（平成29年） 一般社団法人アジア経営者連合会『優秀経営者賞』受賞
- 2017年（平成29年） 日経CNBC『第1回 今年の優秀IPO企業』最優秀賞 受賞
- 2017年（平成29年） 『EY Entrepreneur Of The Year Japan 2017』（アクセラレーティング部門）大賞 受賞 日本代表に選出
- 2018年（平成30年） 『2018アパコーポレート大賞』受賞
- 2018年（平成30年） 『EY World Entrepreneur Of The Year 2018』世界大会出場
- 2018年（平成30年）  第44回経済界大賞『優秀経営者賞』受賞
- 2019年（令和元年） 日本証券アナリスト協会『ディスクロージャー優良企業　新興市場銘柄』受賞

## 会員
- 『一般社団法人 日本経済団体連合会』審議員
- 『公益社団法人 経済同友会』幹事
- 『一般社団法人 アジア経営者連合会』理事

## 書籍
- 『起業という選択 スピード！チェンジ！チェンジ！』（TKP出版、2014年10月1日）
- 『起業家の経営革命ノート: TKP式成長メソッドの秘密』（ダイヤモンド社、2017年8月3日）　ISBN 978-4478102435[19]

関連図書
- 『スーパーベンチャーの創り方 ーTKP創業者 河野貴輝の起業論』（村上実著、オータパブリケイションズ、2014年8月28日）　ISBN 978-4903721446[19]
  - 100億円台の売上高を達成した河野貴輝のインタビューをまとめた344ページ。創業ストーリーやビジネスの考え方に迫る。
- 『海外で働こう : 世界へ飛び出した日本のビジネスパーソン 挑戦篇 (25人のアブローダーズ)』（西澤亮一著、幻冬舎、2014年3月20日）　ISBN	9784344025561[19]
  - ビジネスパーソンの1人として紹介「アジアはもはや海外にあらず / 河野貴輝 述」
- 『「7割経済」で勝つ 新デジタルシフト』（大前研一著、プレジデント社）、2020年10月15日)　ISBN 978-4833423892[19]
  - 大前研一がインタビュー「0から1を創り出す空間再生流通企業 / 河野貴輝 述」

## 出演

### テレビ
- 『Newsモーニングサテライト』（テレビ東京）[20]
- 『菅生新のビジネスハンター』（BSテレ東）

### 雑誌
- 『企業家倶楽部』 - 【特集】河野貴輝「空間再生事業に挑むティーケーピー 河野貴輝のすべて」[19]
- 『経済界』（フェイス出版） - 【特集】河野貴輝／社会の問題を解決することが事業になっていく[19]
- 『企業診断』（同友館） - 【特集】河野貴輝／挑戦する経営者[19]
- 『財界』（財界研究所） - 特集「空き空間を価値あるものに。料飲、宿泊などの付加価値を付けてさらに成長を」[19]
- 『タイトル	I・Bまちづくり : 九州の都市開発をレポート』（データマックス）[19]
- 『不動産経済』（不動産経済研究所）[19]
- 『週刊ダイヤモンド』（ダイヤモンド社）[19]
- 『Squet = スケット : 三菱UFJビジネススクエア』（三菱UFJリサーチ&コンサルティング）[19]
- 『月刊総務』[19]
- 『月刊経団連』（日本経済団体連合会）[21]